# Milktub
milktub（ミルクタブ）は、日本の音楽ユニット。ドーピングロックンロールと称して、『速くておバカでかっちょいい』をスローガンに、パンク・ロックな楽曲を作る。

## メンバー
- bamboo（バンブー、本名：竹内博 / 1973年7月24日 - / ボーカル・作詞・作曲） - PCゲームメーカーOVERDRIVE代表にして、milktubのリーダー。
- 一番星☆光（いちばんぼし ひかる / 1974年6月4日 - / ギター・作詞・作曲・編曲）

### サポートメンバー
ライブやレコーディングにおいて、彼ら以外のパートを以下のメンバーがサポートする。
ms-jacky、斎藤たかし、鈴木マサキ、宮崎京一、内田稔など

## 来歴
- bambooは美少女ゲームプロデューサーとしても活動、自らの学生時代の生活をネタにした『グリーングリーン』シリーズで一躍有名になる。その後は株式会社・キッチンガイズファクトリーと、ブランド・OVERDRIVEを設立する。ゲーム内に登場する架空のバンドのプロモーターや、イベントやライブなどの音楽活動をしている。
- 2008年4月から開催されたOVERDRIVE NIGHT TOUR2008にて、東名阪ツアーを開催した。
- 「ドンマイベイベー」「プロジェクトX（ペケ）」など、パクリにみえる作品もあるが、本人たちは「著作権の限界への挑戦とリスペクト」と主張している。[要出典]
- 2009年4月よりbambooは声優の民安ともえと文化放送超!A&G+にてじゅうはちキン!-自由ではちゃめちゃRockin' Radio-のパーソナリティーを担当している。
- bambooは中央学院大学卒。大学には5年通った[4]。

## 概要
bambooが16歳の頃にバンドブームの影響を受けて音楽活動を始め、1991年、18歳の頃にmilktubを名乗り始めた。
結成後に地元である千葉県を拠点に活動を始め、幾度かのメンバーチェンジを繰り返た後、bambooと一歳年下で幼馴染である2人組のユニットになる。その体制で本格的にバンドの活動を始めたのは1999年頃からで、当初bambooはドラムを担当し、作曲は専ら一番星☆光が行った。
結成当初のmilktubは、電気グルーヴの影響を受けたテクノユニットで、メンバーも7人くらいいたが、松山一志（元・黒夢サポートメンバー）を業界の師匠として手伝いながら活動していく内に音楽性はロックに変わっていった。当時、CDを大量に製造し過ぎたことから、借金返済のために池袋のサンシャイン広場で女子高生を口説いてCDを買ってもらったり、クレジットカードのCMソングを製作するなど様々な仕事を請け負ったが、その中で『ボディハッカー』というアダルトゲームの主題歌を制作したのが同業界と関わる始めである。
師匠の松山からは「プロになって売れる時は一気に売れるけど、売れなくなった後の人生のほうが長いから手に職をつけときな」と忠告されたことを切っ掛けに、バンダイの下請けのデザイン会社に入社、そこで3年ほどプランナーとしての修行を積む。そうする内に、自らライブで聴かせて回るよりも、ゲームの主題歌として大勢の人に聞いてもらう方が影響力が大きいことに気づき、会社を辞めるときに音楽をテーマにした美少女ゲームのディレクターを探している話に乗って、『カナリア 〜この想いを歌に乗せて〜』のディレクターを担当。これがアダルトゲーム制作の初めとなった。
リーダーのbambooが美少女ゲームブランドOVERDRIVEの代表を務めていることもあり、アニメ、ゲーム、抱き枕などアキバ系の文化と深く関わる活動が多い。
また、クラウドファンディングに積極的で、クラウドファンディングを使った興行を積極的に仕掛けている。

## 抱き枕奇祭
抱き枕奇祭（だきまくらきさい）とは、milktub主催で行われる、参加者が一心不乱に抱き枕を振り回す日本の祭り。ライブ会場でケミカルライトを振り回すのが危険であるという問題への解答として、「大きくて柔らかい抱き枕なら危なくない」との結論が出され、初回は2010年10月に漢だったらDAKI-MAKU-LIVEという音楽のライブとして開催された。しかし、「抱き枕が音を吸収して音が聞こえない」「ライブというよりもただのお祭り騒ぎ」といった意見が続出し、翌2011年の抱き枕奇祭2からは、正式に奇祭として開催することとなった。
この祭りでは、抱き枕は「嫁」と呼ばれ、嫁を叩いて音を出したり、集団で波のように上下させる行為が行われる。

## ディスコグラフィ

### インディーズ
- Rock'n'Roll Travel
- Happy Go!!
- Self Re-mix
- Sister of fear
- Sisters of fear Self Bootleg
- Ever Green
- Ever Green＋3
- ロックンロールエロゲ

### メジャー

#### シングル
|     | 発売日        | タイトル           | 規格品番   | 最高位 |
| --- | ------------- | ------------------ | ---------- | ------ |
| 1st | 2010年2月10日 | バカ・ゴー・ホーム | LACM-4687  | 26位   |
| 2nd | 2011年3月9日  | 月曜はキライ       | LACM-4785  | 80位   |
| 3rd | 2011年10月5日 | Hi-Ho!!            | LACM-4862  | 95位   |
| 4th | 2013年7月31日 | 有頂天人生         | LACM-14115 | 70位   |
| 5th | 2017年4月26日 | 成るがまま騒ぐまま | LACM-14592 | 105位  |

#### アルバム
|        | 発売日         | タイトル          | 規格品番   | 規格品番   | 最高位 |
| 限定盤 | 発売日         | タイトル          | 通常盤     |            | 最高位 |
| ------ | -------------- | ----------------- | ---------- | ---------- | ------ |
| 1st    | 2008年12月24日 | SMILE ENERGY      | LACA-35824 | LACA-5824  |        |
| 2nd    | 2009年12月23日 | MAKE ME HAPPY     | -          | LACA-5991  |        |
| 3rd    | 2011年8月24日  | 20step voltex     | LACA-35145 | LACA-15145 | 148位  |
| 4th    | 2014年1月22日  | 春夏冬ROCK'N'ROLL | LACA-15371 |            | 118位  |
| 5th    | 2017年6月28日  | M25               | LACA-15651 |            | 133位  |

#### ベストアルバム
|        | 発売日        | タイトル                                                    | 規格品番   | 規格品番            | 最高位 |
| 限定盤 | 発売日        | タイトル                                                    | 通常盤     |                     | 最高位 |
| ------ | ------------- | ----------------------------------------------------------- | ---------- | ------------------- | ------ |
| 1st    | 2008年3月26日 | milktub 15th ANNIVERSARY BEST ALBUM BPM200 ROCK'N'ROLL SHOW | -          | LACA-9108/LACA-9109 | 46位   |
| 2nd    | 2022年8月31日 | M30～名曲アルバム～                                         | LACA-35005 | LACA-25005          | 48位   |

### タイアップ
| 楽曲                                                | タイアップ                                                      | 時期   |
| --------------------------------------------------- | --------------------------------------------------------------- | ------ |
| Cold August                                         | PCゲーム『Gonna Be??』挿入歌                                    | 2002年 |
| 鐘の音ヘブン（milktub with 鐘の音ボーイズR）        | PS2ゲーム『グリーングリーン』男エンディングテーマ               | 2003年 |
| HAPPY GO!!                                          | PCゲーム『エーデルワイス』男エンディングテーマ                  | 2006年 |
| Ring Dong!（YURIA＆milktub 鐘ノ音ファイナル合唱団） | PCゲーム『鐘ノ音ダイナティック』エンディングテーマ              | 2006年 |
| アンパン男道                                        | PCゲーム『エーデルワイス』パンチューイメージテーマ              | 2007年 |
| バカ・ゴー・ホーム                                  | テレビアニメ『バカとテストと召喚獣』エンディングテーマ          | 2010年 |
| 月曜はキライ                                        | OVA『バカとテストと召喚獣 〜祭〜』エンディングテーマ            | 2011年 |
| バカと個室と孤独飯                                  | テレビアニメ『バカとテストと召喚獣にっ!』7話エンディングテーマ  | 2011年 |
| Hi-Ho!!                                             | テレビアニメ『バカとテストと召喚獣にっ!』11話エンディングテーマ | 2011年 |
| NO,THANK YOU!!!                                     | PCゲーム『NO,THANK YOU!!!』オープニングテーマ                   | 2013年 |
| 有頂天人生                                          | テレビアニメ『有頂天家族』オープニングテーマ                    | 2013年 |
| 久遠の冀求                                          | PCゲーム『聖鍵遣いの命題《プロポジション》』オープニングテーマ  | 2016年 |
| 成るがまま騒ぐまま                                  | テレビアニメ『有頂天家族2』オープニングテーマ                   | 2017年 |

## 提供作

### ゲーム
- グリーングリーン
- グリーングリーン2 恋のスペシャルサマー
- グリーングリーン3 ハローグッバイ
- 鐘ノ音ダイナティック
- エーデルワイス
- エーデルワイス 詠伝ファンタジア
- キラ☆キラ
- キラ☆キラ カーテンコール
- DEARDROPS
- 朱 -Aka-
- ガッデーム&ジュテーム
- CARNIVAL
- Kissing!! under the mistletoe
- SWAN SONG
- モノごころ、モノむすめ。
- Virgin Snow
- Re:
- カミカゼ☆エクスプローラー!
- code_18

### アニメ
- バカとテストと召喚獣
第1期エンディングテーマ「バカ・ゴー・ホーム」（第1問-第6問、第10問、第13問）、OVAエンディングテーマ「月曜はキライ」、第2期エンディングテーマ「バカと個室と孤独飯」（第7問）、第2期エンディングテーマ「Hi-Ho!!」（第11問）
- 30歳の保健体育
エンディングテーマ「learn together」作詞のみ
- 有頂天家族
第1期オープニングテーマ「有頂天人生」、第13話はエンディングテーマ、第2期オープニングテーマ「成るがまま騒ぐまま」、第12話はエンディングテーマ

### 歌手・声優
- いとうかなこ
- 井上みゆ
- AiRI（旧名：UR@N）
- 大野まりな
  - まりなりなぁ!
  - 続・まりなりなぁ!
- 後藤邑子
  - GO TO SONG
- 佐藤ひろ美
  - Guri Guri
  - ハローグッバイ
  - 裕美酒
  - GoAHEAD
- 中原涼
- NANA
- 橋本みゆき
- YURIA
  - YURIA
  - YURIA2
- yozuca*
- 遠藤正明
- 田村ゆかり
- 千葉紗子
- 第二文芸部